# Руднево (Смоленская область)
Руднево — деревня в Угранском районе Смоленской области России. Входит в состав Русановского сельского поселения.
Население — 0 жителей (2007 год).
Расположена в юго-восточной части области в 8 км к северо-западу от Угры, в 8 км северо-западнее автодороги Знаменка — Спас-Деменск, на берегу реки Дебря. В 4 км восточнее от деревни находится железнодорожная станция Дебрянский на линии Торжок — Брянск.

## История
В годы Великой Отечественной войны деревня была оккупирована гитлеровскими войсками в октябре 1941 года, освобождена в марте 1943 года.
В деревне родился полный кавалер ордена Трудовой Славы Анатолий Андреевич Никитин.